# Ángel Dennis
Pour les articles homonymes, voir Dennis.
Ángel Dennis est un joueur italo-cubain de volley-ball né le 13 juin 1977 à La Havane. Il mesure 1,94 m et joue réceptionneur-attaquant. Il totalise 212 sélections en équipe de Cuba. Il a épousé Simona Rinieri en 2006.

## Clubs
| Club                | Pays   | De        | À         |
| ------------------- | ------ | --------- | --------- |
| Cuba                | Cuba   | 1997-1998 | 1997-1998 |
| Iveco Palerme       | Italie | 1998-1999 | 1999-2000 |
| Cuba                | Cuba   | 2000-2001 | 2002-2003 |
| Icom Latina         | Italie | 2003-2004 | 2003-2004 |
| Lube Banca Macerata | Italie | 2004-2005 | 2006-2007 |
| → Qatar Sports Club | Qatar  | 2004-2005 | 2004-2005 |
| Pallavolo Modène    | Italie | 2007-2008 | …         |

## Palmarès
- Ligue mondiale (1)
  - Vainqueur : 1998
  - Finaliste : 1997, 1999
- Jeux Pan-Américains (1)
  - Vainqueur : 1999
- Championnat d'Amérique du Nord (2)
  - Vainqueur : 1997, 2001
- Copa America (1)
  - Vainqueur : 2000
- Coupe de la CEV (3)
  - Vainqueur : 1998, 2005, 2006
- Challenge Cup (1)
  - Vainqueur : 2008
- Championnat d'Italie (1)
  - Vainqueur : 2006
- Supercoupe d'Italie (1)
  - Vainqueur : 2006